# ميكي، بطوط، بندق: الفرسان الثلاثة
ميكي، دونالد، جوفي: الفرسان الثلاثة (بالإنجليزية: Mickey, Donald, Goofy: The Three Musketeers)‏ هو فيلم فيديو رسوم متحركة عائلي كوميدي. مأخوذ من رواية الفرسان الثلاثة للكاتب ألكسندر دوما. صدر الفيلم في 17 أغسطس 2004.

## وصلات خارجية
- ميكي، بطوط، بندق: الفرسان الثلاثة على موقع IMDb (الإنجليزية)
- ميكي، بطوط، بندق: الفرسان الثلاثة على موقع روتن توميتوز (الإنجليزية)
- ميكي، بطوط، بندق: الفرسان الثلاثة على موقع نتفليكس (الإنجليزية)
- ميكي، بطوط، بندق: الفرسان الثلاثة على موقع قاعدة بيانات الأفلام العربية
- ميكي، بطوط، بندق: الفرسان الثلاثة على موقع ألو سيني (الفرنسية)
- ميكي، بطوط، بندق: الفرسان الثلاثة على موقع Turner Classic Movies (الإنجليزية)
- ميكي، بطوط، بندق: الفرسان الثلاثة على موقع أول موفي (الإنجليزية)
- ميكي، بطوط، بندق: الفرسان الثلاثة على موقع فيلمافينيتي (الإسبانية)
- ميكي، بطوط، بندق: الفرسان الثلاثة على موقع قاعدة بيانات الأفلام السويدية (السويدية)
- ميكي، بطوط، بندق: الفرسان الثلاثة على موقع قاعدة بيانات الفيلم (الإنجليزية)